# Діжа Олексій Олексійович
Олексій Олексійович Діжа (11 вересня 1922, Ніколаєвське — 28 вересня 1984) — повний кавалер ордена Слави, в роки радянсько-німецької війни командир вогневого взводу 1071-го винищувально-протитанкового артилерійського Брестського Червонопрапорного полку 11-го танкового корпусу 69-ї армії 1-го Білоруського фронту, старший сержант.

## Біографія
Народився 11 вересня 1922 року в селі Ніколаєвському (нині Піщанокопського району Ростовської області). Українець. Закінчив 10 класів. У Червоній Армії з 1941 року. У боях радянсько-німецької війни з лютого 1942 року. Член ВКП(б) з 1944 року.
Особливо відзначився у ході Бобруйської наступальної операції. 29 червня 1944 року при нападі гітлерівців на батарею в районі села Сичково, розташованого за вісім кілометрів на північний захід від міста Бобруйська Могильовської області Білорусі, командир гармати О. О. Діжа знищив з розрахунком десятки солдатів противника. За мужність і відвагу, проявлені в боях, 27 липня 1944 року був нагороджений орденом Слави 3-го ступеня (№ 88 801).
14 січня 1945 року, при прориві ворожої оборони на Пулавському плацдармі біля населеного пункту Томашува, розташованого за шість кілометрів на південний захід від польського міста Пулави, зі своїм вогневим взводом зруйнували п'ять дзотів, знищивши в них десятки гітлерівців. Замінивши вибулого із ладу командира батареї, старший сержант Діжа відбив з воїнами-артилеристами атаку ворожих автоматників, багато з яких були вбиті, і забезпечив тим самим успішне просування радянської піхоти. За мужність і відвагу, проявлені в боях, 18 березня 1945 року Олексій Діжа був нагороджений орденом Слави 2-го ступеня (№ 15 008).
У період з 19 по 21 квітня 1945 року, в ході Берлінської операції, перебуваючи в бойових порядках танкових підрозділів, які ввірвалися до Берліна, Олексій Діжа у вуличних боях знищив з дорученим йому підрозділом дві зенітні гармати, штурмову гармату, вісім кулеметних точок і велику кількість ворожих солдатів. В одному з боїв О. О. Діжа, викотивши на руках гармату на пряму наводку, вразив дві кулеметні точки і закріпившихся в одному з будинків вісьмох гітлерівців, озброєних фаустпатронами. 23 квітня 1945 року при відбитті контратаки противника не покинув своєї позиції, розстрілявши в упор автоматників ворога. Указом Президії Верховної Ради СРСР від 31 травня 1945 року за зразкове виконання завдань командування в боях з німецько-фашистськими загарбниками старший сержант Діжа Олексій Олексійович нагороджений орденом Слави 1-го ступеня (№ 522), ставши повним кавалером ордена Слави.
У 1946 році старшина О. О. Діжа демобілізований. У 1951 році закінчив гірничий технікум, у 1957 році — Донецький індустріальний інститут. Працював інженером-будівельником вугільних шахт в Львівсько-Волинському басейні, потім у радгоспі «Малоріченський» Алуштинського району. Помер 28 вересня 1984 року.

## Нагороди, пам'ять

анотаціонний знак

Нагороджений орденами Вітчизняної війни 1-ї та 2-го ступеня, Слави 1-го (31 травня 1945 року), 2-го (18 березня 1945 року) та 3-го (27 липня 1944 року) ступеня, медалями.
У селі Малоріченському Алуштинського міської ради його ім'ям названа вулиця, на якій встановлено анотаціонний знак.